# Rally di Madera
Il Rali Vinho da Madeira è un rally asfalto-terra che si corre a Madera (Portogallo) ed è il più grande evento sportivo annuale dell'isola, portando migliaia di persone nelle strade per vedere i piloti competere attraverso le colline portoghesi.
L'evento prende il nome dal vino di Madera.

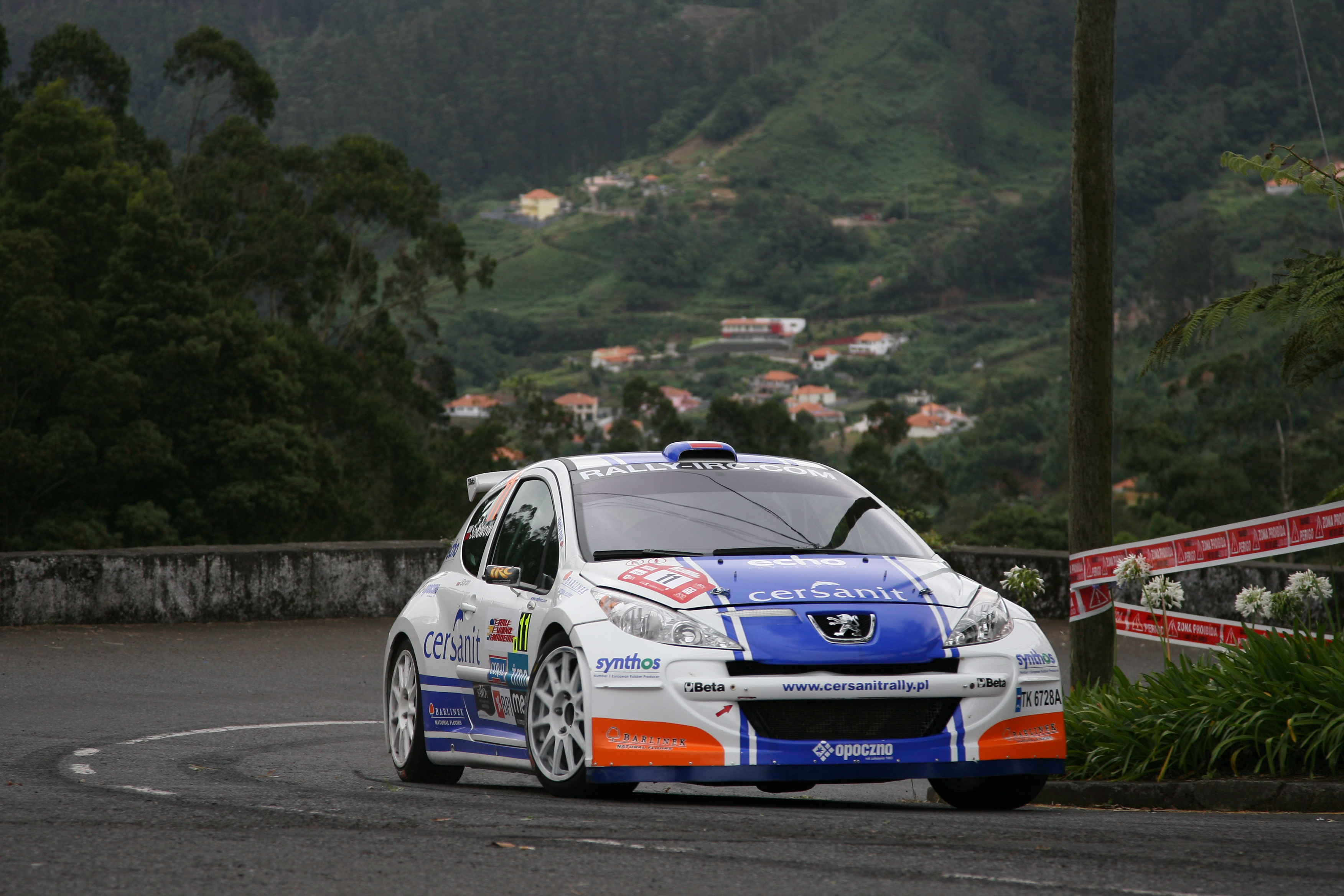
Michal Solowow durante l'edizione del 2008

## Storia
La sua prima edizione fu nel 1959, dopo fu inserito nel Campionato Europeo Rally nel 1979, e da allora e tappa fissa del calendario. Ha anche fatto parte della Intercontinental Rally Challenge da quanto il campionato si è svolto la prima volta nel 2006 portando ulteriore esposizione alla manifestazione, come le trasmissioni Eurosport riprese di questo campionato in molti paesi.
Il rally è tradizionalmente corso in estate, ai primi di agosto o alla fine di luglio. Le tappe di Chão da Lagoa, Paul da Serra e il Encumeada sono le più conosciute. Molti piloti come Ari Vatanen, Henri Toivonen, Miki Biasion e Andrea Aghini hanno vinto questo rally prima di andare a vincere gare Campionato del Mondo Rally e campionati.

## Albo d'oro
| Anno | Denominazione               | Pilota                      | Auto                      | Validità                                                      |
| ---- | --------------------------- | --------------------------- | ------------------------- | ------------------------------------------------------------- |
| 1959 | 1ª Volta à Madeira          | José Lampreia               | MGA                       |                                                               |
| 1960 | 2ª Volta à Madeira          | Horácio Macedo              | Mercedes 300 SL           |                                                               |
| 1961 | 3ª Volta à Madeira          | António Peixinho            | Alfa Romeo Giulietta      |                                                               |
| 1962 | 4ª Volta à Madeira          | Horácio Macedo              | Ferrari 250 GT SWB        |                                                               |
| 1963 | 5ª Volta à Madeira          | Horácio Macedo              | Ferrari 250 GT SWB        |                                                               |
| 1964 | 6ª Volta à Madeira          | Fernando Basílio dos Santos | Porsche 911 SC            |                                                               |
| 1965 | 7ª Volta à Madeira          | Zeca Cunha                  | Triumph TR4               |                                                               |
| 1966 | 8ª Volta à Madeira          | António Sarmento Rebelo     | NSU Prinz 1000            |                                                               |
| 1967 | 9ª Volta à Madeira          | Jean-Pierre Nicolas         | Renault R8 Gordini 1300   |                                                               |
| 1968 | 10ª Volta à Madeira         | Américo Nunes               | Porsche 911 S             |                                                               |
| 1969 | 11ª Volta à Madeira         | Américo Nunes               | Porsche 911 S             |                                                               |
| 1970 | 12ª Volta à Madeira         | Américo Nunes               | Porsche 911 ST            |                                                               |
| 1971 | 13ª Volta à Madeira         | Giovanni Salvi              | Porsche 911 S             |                                                               |
| 1972 | 14ª Volta à Madeira         | Luís Neto                   | Fiat 125 Special          |                                                               |
| 1973 | 15ª Volta à Madeira         | Gomes Pereira               | Opel 1904 SR              |                                                               |
| 1974 | Non disputato               | Non disputato               | Non disputato             |                                                               |
| 1975 | 16ª Volta à Madeira         | João Clemente Aguiar        | Ford Escort RS1600        |                                                               |
| 1976 | 17ª Volta à Madeira         | Giovanni Salvi              | Ford Escort RS2000        |                                                               |
| 1977 | 18ª Volta à Madeira         | Américo Nunes               | Porsche 911 ST            |                                                               |
| 1978 | 19ª Volta à Madeira         | Ari Vatanen                 | Ford Escort RS2000        |                                                               |
| 1979 | 20ª Volta à Madeira         | Antonio Fassina             | Lancia Stratos            | Campionato Europeo Rally FIA Coef. 1                          |
| 1980 | 21ª Volta à Madeira         | Adartico Vudafieri          | Fiat 131 Abarth           | Campionato Europeo Rally FIA Coef. 2                          |
| 1981 | 22ª Volta à Ilha da Madeira | Aloyse Kridel               | Ford Escort RS1800        | Campionato Europeo Rally FIA Coef. 3                          |
| 1982 | 23° Rali Vinho da Madeira   | Antonio Fassina             | Opel Ascona 400           | Campionato Europeo Rally FIA Coef. 3                          |
| 1983 | 24° Rali Vinho da Madeira   | Massimo Biasion             | Lancia Rally 037          | Campionato Europeo Rally FIA Coef. 4                          |
| 1984 | 25° Rali Vinho da Madeira   | Henri Toivonen              | Porsche 911 SC            | Campionato Europeo Rally FIA Coef. 4                          |
| 1985 | 26° Rali Vinho da Madeira   | Salvador Servià             | Lancia Rally 037          | Campionato Europeo Rally FIA Coef. 4                          |
| 1986 | 27° Rali Vinho da Madeira   | Fabrizio Tabaton            | Lancia Delta S4           | Campionato Europeo Rally FIA Coef. 4                          |
| 1987 | 28° Rali Vinho da Madeira   | Massimo Biasion             | Lancia Delta HF 4WD       | Campionato Europeo Rally FIA Coef. 4                          |
| 1988 | 29° Rali Vinho da Madeira   | Patrick Snijers             | BMW M3                    | Campionato Europeo Rally FIA Coef. 20                         |
| 1989 | 30° Rali Vinho da Madeira   | Yves Loubet                 | Lancia Delta Integrale    | Campionato Europeo Rally FIA Coef. 20                         |
| 1990 | 31° Rali Vinho da Madeira   | Fabrizio Tabaton            | Lancia Delta Integrale    | Campionato Europeo Rally FIA Coef. 20                         |
| 1991 | 32° Rali Vinho da Madeira   | Fabrizio Tabaton            | Lancia Delta HF Integrale | Campionato Europeo Rally FIA Coef. 20                         |
| 1992 | 33° Rali Vinho da Madeira   | Andrea Aghini               | Lancia Delta Integrale    | Campionato Europeo Rally FIA Coef. 20                         |
| 1993 | 34° Rali Vinho da Madeira   | Patrick Snijers             | Ford Escort RS Cosworth   | Campionato Europeo Rally FIA Coef. 20                         |
| 1994 | 35° Rali Vinho da Madeira   | Andrea Aghini               | Toyota Celica GT-Four     | Campionato Europeo Rally FIA Coef. 20                         |
| 1995 | 36° Rali Vinho da Madeira   | Piero Liatti                | Subaru Impreza WRX        | Campionato Europeo Rally FIA Coef. 20                         |
| 1996 | 37° Rali Vinho da Madeira   | Fernando Peres              | Ford Escort RS Cosworth   | Campionato Europeo Rally FIA Coef. 20                         |
| 1997 | 38° Rali Vinho da Madeira   | Piero Liatti                | Subaru Impreza WRC        | Campionato Europeo Rally FIA Coef. 20                         |
| 1998 | 39° Rali Vinho da Madeira   | Andrea Aghini               | Toyota Corolla WRC        | Campionato Europeo Rally FIA Coef. 20                         |
| 1999 | 40° Rali Vinho da Madeira   | Bruno Thiry                 | Subaru Impreza WRC        | Campionato Europeo Rally FIA Coef. 20                         |
| 2000 | 41° Rali Vinho da Madeira   | Piero Liatti                | Subaru Impreza WRC        | Campionato Europeo Rally FIA Coef. 20                         |
| 2001 | 42° Rali Vinho da Madeira   | Adruzilo Lopes              | Peugeot 206 WRC           | Campionato Europeo Rally FIA Coef. 20                         |
| 2002 | 43° Rali Vinho da Madeira   | Andrea Aghini               | Peugeot 206 WRC           | Campionato Europeo Rally FIA Coef. 20                         |
| 2003 | 44° Rali Vinho da Madeira   | Miguel Campos               | Peugeot 206 WRC           | Campionato Europeo Rally FIA Coef. 20                         |
| 2004 | 45° Rali Vinho da Madeira   | Vítor Sá                    | Peugeot 306 Maxi          | Campionato Europeo Rally FIA                                  |
| 2005 | 46° Rali Vinho da Madeira   | Renato Travaglia            | Renault Clio S1600        | Campionato Europeo Rally FIA                                  |
| 2006 | 47° Rali Vinho da Madeira   | Giandomenico Basso          | Fiat Punto Abarth S2000   | Campionato Europeo Rally FIA Intercontinental Rally Challenge |
| 2007 | 48° Rali Vinho da Madeira   | Giandomenico Basso          | Fiat Punto Abarth S2000   | Campionato Europeo Rally FIA Intercontinental Rally Challenge |
| 2008 | 49° Rali Vinho da Madeira   | Nicolas Vouilloz            | Peugeot 207 S2000         | Campionato Europeo Rally FIA Intercontinental Rally Challenge |
| 2009 | 50° Rali Vinho da Madeira   | Giandomenico Basso          | Fiat Punto Abarth S2000   | Campionato Europeo Rally FIA Intercontinental Rally Challenge |
| 2010 | 51° Rali Vinho da Madeira   | Freddy Loix                 | Škoda Fabia S2000         | Campionato Europeo Rally FIA Intercontinental Rally Challenge |
| 2011 | 52° Rali Vinho da Madeira   | Bruno Magalhães             | Peugeot 207 S2000         | Campionato Europeo Rally FIA                                  |
| 2012 | 53° Rali Vinho da Madeira   | Bruno Magalhães             | Peugeot 207 S2000         | Campionato Europeo Rally FIA                                  |
| 2013 | 54° Rali Vinho da Madeira   | Giandomenico Basso          | Peugeot 207 S2000         | ERC Cup Coef.20                                               |
| 2014 | 55° Rali Vinho da Madeira   | Bruno Magalhães             | Peugeot 208 T16           | FIA European Rally Trophy Coef. 20                            |
| 2015 | 56° Rali Vinho da Madeira   | Bruno Magalhães             | Peugeot 208 T16           | FIA European Rally Trophy Coef. 20                            |
| 2016 | 57° Rali Vinho da Madeira   | José Pedro Fontes           | Citroën DS3 R5            | Tour European Rally                                           |
| 2017 | 58° Rali Vinho da Madeira   | Alexandre Camacho           | Peugeot 208 T16           | Tour European Rally                                           |
| 2018 | 59° Rali Vinho da Madeira   | Alexandre Camacho           | Škoda Fabia R5            | Tour European Rally                                           |
| 2019 | 60° Rali Vinho da Madeira   | Alexandre Camacho           | Škoda Fabia R5            | Iberian Rally Trophy                                          |
| 2020 | 61° Rali Vinho da Madeira   | Miguel Nunes                | Škoda Fabia Rally2 Evo    | Iberian Rally Trophy                                          |
| 2021 | 62° Rali Vinho da Madeira   | Alexandre Camacho           | Škoda Fabia Rally2 Evo    | Iberian Rally Trophy                                          |
| 2022 | 63° Rali Vinho da Madeira   | Alexandre Camacho           | Škoda Fabia Rally2 Evo    | Iberian Rally Trophy                                          |
| 2023 | 64° Rali Vinho da Madeira   | Alexandre Camacho           | Škoda Fabia Rally2 Evo    | ERT                                                           |
| 2024 | 65° Rali Vinho da Madeira   | Diego Ruiloba               | Citroën C3 Rally2         | ERT                                                           |
| 2025 | 66° Rali da Madeira         | Diego Ruiloba               | Citroën C3 Rally2         | ERT                                                           |